# Stadio Beroe
Lo Stadio Beroe (in bulgaro Стадион „Бeрое“?) è uno stadio multiuso situato a Stara Zagora, in Bulgaria. Ospita le partite casalinghe del PFK Beroe.

## Struttura e ubicazione
L'impianto si trova nella parte nord-ovest della città, vicino al parco Ayazmoto. Ha una capacità di 17.800 posti, tutti a sedere, ed è stato inaugurato il 4 aprile 1959.
Lo stadio è parte di un complesso multifunzionale, che comprende tre campi d'allenamento, una palestra per ginnastica e boxe, due campi da tennis, una sala per il tennis da tavolo e un campo per il calcio a 5. La pista di atletica è conforme ai requisiti IAAF e può ospitare gare internazionali.